# Gręboszów
Gręboszów è un comune rurale polacco del distretto di Dąbrowa, nel voivodato della Piccola Polonia.
Ricopre una superficie di 48,63 km² e nel 2004 contava 3 601 abitanti.